# 未望人
未望人（みぼうじん）は、柳沢きみお作の日本の漫画作品。

## あらすじ
典型的なエリート商社マン中上登は結婚し家庭は設けたものの、仕事と家、休日も家族サービスで自分の価値を見失い、夜は会社一の美人OL二葉由美の事を想いながら自慰か妻との情事にふけっていた。しかし、あるふとしたきっかけで由美との接点を持ち愛人にするが浮気はバレ中上は京都へ単身、由美は逃げるように故郷の山口でお見合い結婚をする。失望にくれる中上だったが京都でも女子大生の淳子と出会い、愛し合うようになる。

## 登場人物
- 中上登
- 二葉清美
- 山形
同じく、不倫がばれて京都へ左遷された社員。
- 淳子
女子大生。彼氏がいたが強引に処女を奪われそうになりギクシャクしていた所を中上に出会い恋に落ちる。失恋後、彼女のその後は不明で最終回で中上からその身を心配されるだけである[1]。